# Ricardo Montejo
Ricardo Enrique Montejo Castro (Piura, 13 de marzo de 1954) es un exfutbolista, entrenador y dirigente peruano. Jugaba como centrocampista. Es considerado «jugador histórico» del Club Atlético Grau de Piura.
En 2007, ya en su etapa de entrenador, dirigió al Atlético Grau en la Copa Perú.
Es, además, presidente ejecutivo del Centro Social Comunitario de Integración CCDENI de Perú.

## Clubes
| Club                | Temporada |
| ------------------- | --------- |
| Atlético Grau       |           |
| Defensor Santa Rosa |           |